# Radenka
Radenka (en serbe cyrillique : Раденка) est un village de Serbie situé dans la municipalité de Kučevo, district de Braničevo. Au recensement de 2011, il comptait 606 habitants.

## Démographie

### Évolution historique de la population
| 1948  | 1953  | 1961  | 1971  | 1981  | 1991  | 2002 | 2011 |
| ----- | ----- | ----- | ----- | ----- | ----- | ---- | ---- |
| 1 874 | 1 967 | 1 950 | 1 699 | 1 541 | 1 288 | 803  | 606  |

|  |